# Fernando Maculan
Fernando Maculan Assumpção (Belo Horizonte, 1974) é um arquiteto, urbanista e designer brasileiro. Recebeu diferentes prêmios por projetos de arquitetura e de design, dentre os quais o Antwerp Diamond High Council Award, em 2003, pelo desenho de uma jóia, os prêmios nacionais do IAB e do Instituto Tomie Ohtake AkzoNobel pelo projeto do Centro Cultural Lá da Favelinha, em 2021, e o prêmio mundial de Casa do Ano da ArchDaily em 2023.

## Biografia
Fernando nasceu em Belo Horizonte em 1974. Formou-se pela Escola de Arquitetura da Universidade Federal de Minas Gerais em 1997.

## Atividade profissional
Em sua atividade profissional, Maculan se envolve com projetos arquitetônicos e urbanísticos de diferentes escalas, além de trabalhar com design gráfico e industrial. Notabilizou-se a partir de 2003 ao vencer o Antwerp Diamond High Council Award, em 2003, pelo projeto de uma gargantilha intitulado Hidra, em parceria com o designer Adriano Mol.
Coordena, desde 2010, o escritório MACh Arquitetos, que fundou junto com a arquiteta Mariza Machado Coelho.
Em 2017, fundou, junto com a arquiteta Joana Magalhães, o Coletivo LEVANTE, grupo composto por moradores do Aglomerado da Serra e por arquitetos, engenheiros, topógrafos e designers. O grupo elaborou o projeto do Centro Cultural Lá da Favelinha que, em 2021, ganhou o prêmio de arquitetura do Instituto Tomie Ohtake AkzoNobel e um prêmio do Instituto de Arquitetos do Brasil, seção Minas Gerais, em 2021, e um prêmio nacional do mesmo instituto em 2022.

Em 2023, o prêmio mundial de arquitetura da ArchDaily na categoria "Casa do Ano" pela casa do artista Kdu dos Anjos, em favela localizada no Aglomerado da Serra, em Belo Horizonte. O projeto foi idealizado por Fernando e por Joana pelo Coletivo LEVANTE. A casa tem 66m2 utiliza materiais típicos das favelas, com concreto e tijolos aparentes, e utiliza sua forma para tirar maior proveito de iluminação e ventilação naturais.